# Hugo IV Cypryjski
Hugo IV Cypryjski, Hugo IV de Poitiers-Lusignan (ur. między 1293 a 1296, zm. 10 października 1359) – król Cypru od 1324 do 1359 i tytularny król Jerozolimy jako Hugo II. Syn Gwidona z Lusignan (zm. 1303), konetabla Cypru i Eschiwy z Ibelinu, wnuk króla Hugona III. Hugo objął tron po swoim zmarłym wuju – Henryku Cypryjskim, co nastąpiło w 1324 roku.
Został koronowany na króla Cypru w katedrze Mądrości Bożej w Nikozji, dnia 15 lub 25 kwietnia 1324. W tym samym roku, 13 maja, został koronowany w katedrze Świętego Mikołaja w Famaguście na tytularnego króla Jerozolimy. Jako król podpisał porozumienie z Wenecją dotyczące weneckich kupców mieszkających na Cyprze. Porozumienie to spowodowało konflikt cypryjsko-genueński (Genua rywalizowała z Wenecją), ale i z Genueńczykami podpisał porozumienie w 1329. Hugo był świetnie wykształcony i interesował się sztuką, literaturą i filozofią. Miał letnią posiadłość w Lapithos i organizował tam spotkania filozoficzne. Giovanni Boccaccio podczas tworzenia swego dzieła o Cyprze i jego władcach, specjalnie dla Hugona opisał genealogię bogów. Hugon został pochowany w klasztorze Świętego Dominika.

## Małżeństwa i potomstwo
Hugo był dwukrotnie żonaty: najpierw z Marią z Ibelinu - córką Gwidona, hrabiego Jafy. A następnie z Alicją z Ibelinu - córką Gwidona II, seneszala Cypru.
Z pierwszego małżeństwa miał syna:
- Gwidona (1316-1343), konstabla Cypru, tytularnego księcia Galilei. Z żoną Marią de Burbon (córką Ludwika I, księcia de Burbon), miał syna Hugona, księcia Galilei, który po jego śmierci zastąpił go jako następca tronu Cypru.

Z drugiego małżeństwa miał:
- Echiwę (1323-1363), od ok. 1338 żonę Ferdynanda z Majorki, wicehrabiego Omelas (rozwód w 1341),
- Piotra I (1328-1369), następca Hugona na tronie Cypru i Jerozolimy,
- Jana (1329-1375), regenta Cypru, tytularnego księcia Antiochii,
- Jakuba I (1334-1398), następcę Piotra II na tronie Cypru.

Z nieznanymi z imienia kochankami Hugon miał:
- Tomasza (zm. 1340),
- Perrota (zm. 1353),
- Małgorzatę, od ok. 1348 żonę Waltera de Dampierre, seneszala Cypru.